# بلوط برگ بو
بلوط برگ بو (نام علمی: Quercus hemisphaerica) نام یک گونه از سرده بلوط است.